# Annuloplatidia indopacifica
Annuloplatidia indopacifica är en armfotingsart som beskrevs av Zezina 1981. Annuloplatidia indopacifica ingår i släktet Annuloplatidia och familjen Platidiidae. Inga underarter finns listade i Catalogue of Life.